# Blyglans
Blyglans (PbS) kallas även galenit och är ett blygrått sulfidmineral som förutom bly ofta innehåller en del silver. Silverhalten är ofta så hög att den kan bilda silvermalm.
Blyglans har kubiska genomgångar och sönderfaller lätt i små tärningar. Den förekommer i synnerhet i äldre formationer tillsammans med andra sulfidmineral av koppar, silver, antimon, arsenik och zink. I Sverige förekommer den dels i glimmerskiffer och hälleflinta vid Östra och Västra Silvberg i Dalarna, Guldsmedshyttan i Västmanland, dels i urkalksten vid Sala, samt i kambrisk sandsten i Skåne dels i Simrishamnstrakten dels vid Hardeberga. Andra betydande svenska fyndigheter är Vassbo i Dalarna, Dorotea utmed gränsen mellan Lappland och Ångermanland samt Laisvall i mellersta Lappland.
Utomlands förekommer betydande fyndigheter i Oberschlesien och Mississippidalen. Vid vittring omvandlas blyglans till anglesit eller cerussit.